# Jan Vochoč
Jan Vochoč (8. května 1865, Hrdlořezy (nyní Praha) – 20. března 1920, Praha) byl český malíř, jeden z prvních žáků prof. Nicolause Gysise na mnichovské Akademii.

## Život
Jeho otec pocházel ze starého kovářského rodu. Jan Vochoč se narodil v Hrdlořezech č. 7, v rodině kováře Josefa Vochoče a jeho manželky Anny, rozené Sršňové.  Získal první kreslířské zkušenosti jako zlatnický učeň. Následně krátce studoval na pražské malířské Akademii. Od roku 1883 žil v Mnichově, kde studoval na tamější Akademii u Johanna Caspar Hertericha (1843-1905) a zejména u Nicolause Gysise (1842-1901). Byl členem spolku mladých výtvarníků v Mnichově Škréta. V Mnichově pobýval 11 let. Byl nadaným a technicky zdatným studentem, působil v dílnách svých profesorů a pracoval jako kopista.
V letech 1898–1900 pobýval nejdříve v bulharském Plovdivu a později deset měsíců v klášterech na poloostrově, resp. hoře Athos. Přijal  „hnědou řízu pravoslavné řehole“. Dle vzpomínek jeho syna M. J. Vochoče (1935):  „po skončeném nočním chóru, zachycoval na plátno krásu strmých úbočí, stinná zákoutí byzantských chrámů i obzory mořských zálivů“. Výtěžek z této cesty vystavil na jaře 1901 v Praze v Národním domě na Královských Vinohradech.
V r. 1901 odjel do Paříže, kde nějaký čas sdílel ateliér s Alfonsem Muchou. V Paříži se 30. září 1905 oženil s pražskou modistkou Magdalenou Kozákovou a jejich svědkem na svatbě byl Alfons Mucha. Po návratu do Prahy se jim 19. října 1910 narodil syn Martin Jan Vochoč, později kněz starokatolické církve a historiograf, který před válkou zachránil před nacisty několik set Židů. Dle vzpomínek R. Jesenské od r. 1910 bydlel s rodinou v malém domku pod Petřínem, avšak nadále si držel pařížský ateliér.
J. Vochoč byl členem Výtvarného odboru Umělecké besedy, později přestoupil do Jednoty umělců výtvarných. S Uměleckou besedou vystavuje minimálně od vánoční výstavy 1897 a s Krasoumnou jednotou v Rudolfinu minimálně od r. 1893.
Zemřel roku 1920 na zápal plic (způsobený španělskou chřipkou) v době, kdy měl s finanční podporou Muchova amerického mecenáše Charlese Cranea znovu malovat dvacet velkých pláten na ostrově Athos. Byl pohřben na Olšanských hřbitovech. Jeho pozůstalost věnovala roku 1946 manželka Magdalena Vochočová Karáskově galerii. Dnes je tato kolekce ve sbírkovém fondu Památníku národního písemnictví a čítá cca 40 kusů obrazů a kreseb.

## Dílo
Jan Vochoč byl významný portrétista a krajinář. Portrétoval na zakázku města Žižkova čtyři starosty, jejichž portréty jsou dnes umístěny v zasedací síni radnice: Karel Hartig (1833-1905), Jan Nepomuk Richter (1829-1913), Josef Moric Wertmuller (1817-1890) a Eduard Žďárský (1855-1944). Některé z těchto portrétů zřejmě byly malovány na základě fotografie. Zajímavé je porovnání dvou brilantních portrétů malovaných odlišnou technikou - generála hraběte Arnošta Chotka a básníka Antonína Sovy. Dále portrétoval např. uměleckého kritika F. X. Harlase, malíře Maxe Švabinského, botanika L. Čelakovského, sochaře A. Bouchera a další významné osobnosti.
Během pobytu v Paříži byl ovlivněn Monetem a neoimpresionisty. Mezi impresionistické obrazy Fr. Žákavec (1921) řadil zejména obrazy L'impression sur la Seine a Pohled na Comédie Francaise. V posledním desetiletí svého života maloval pražská panoramata metodou drobných doteků štětce, technikou blízkou pointilismu. Dle Fr. Žákavce (1921) v nejčištší podobě tuto techniku využil na obrazech Valdštýnská Salla terrena a Velkopřevorské náměstí s podzimními motivy. Jsou známy i některé obrazy s horou Athos, které později zřejmě v pražském ateliéru provedl ve velkých formátech (cca 200 x 100 cm) v pointilistické technice. Pohledy na pražské střechy s oblibou maloval z věže kostela svatého Mikuláše.
J. R. Marek (1921) charakterizoval vývojovou podstatu jeho díla:  „Jan Vochoč vyšel z galeriového realismu a realistickému pojetí krajiny i figury zůstal věren do posledního tahu štětcem. Jen techniku měnil, pročišťoval paletu, šedé a kalené tóny nahrazoval svítivými a čistými barvami základními, veliké barevné plochy, držené původně v jediném odstínu, rozkládal v několik barevných složek, až posléze všecku osnovu obrazu rozpitval v drobné tečky podle manýry francouzského pointilismu.“ Josef Čapek (1926) tuto charakteristiku doplnil:  „Neoimpresionistická technika, které užíval ve svých poetických pohledech na Prahu, je rovněž dosti neenergická, není diktována účely tak radikálními, k jakým byla ve službách světelné i malebné výpravy obrazu původně určena.“

### Zastoupení ve sbírkách
- Pohled z věže kostela sv. Mikuláše, Národní galerie v Praze
- Portrét básníka Ant. Sovy (1914), Galerie hlavního města Prahy
- Bavorský sedlák (kr. uhlem, 1890), Galerie moderního umění v Roudnici nad Labem
- Klášter na Athosu (1898), Památník národního písemnictví
- Portrét paní Vochočové (okolo 1900), Památník národního písemnictví
- Podobizna umělcova tchána Václava Kozáka (1902), Památník národního písemnictví
- Pohled na Montmartre (1903), Památník národního písemnictví
- Le Jardin du Palais Royal (1907), Památník národního písemnictví
- Pohled na Petřín, Strahov a Pohořelec z věže sv. Mikuláše (1907), Památník národního písemnictví
- Zimní pohled z věže chrámu sv. Mikuláše ke kostelu sv.Tomáše (1910), Památník národního písemnictví
- Portrét sochaře Alfreda Bouchera (1914), Památník národního písemnictví
- Pohled na Hradčany od sousoší sv. Luitgardy (1919), Památník národního písemnictví

### Samostatné výstavy
- 1901 Národní dům na Vinohradech
- 1921 Posmrtná výstava obrazů Jana Vochoče, Dům umělců, Praha
- 1926 Souborná posmrtná výstava obrazů mistra Jana Vochoče, Topičův salon, Praha

## Galerie

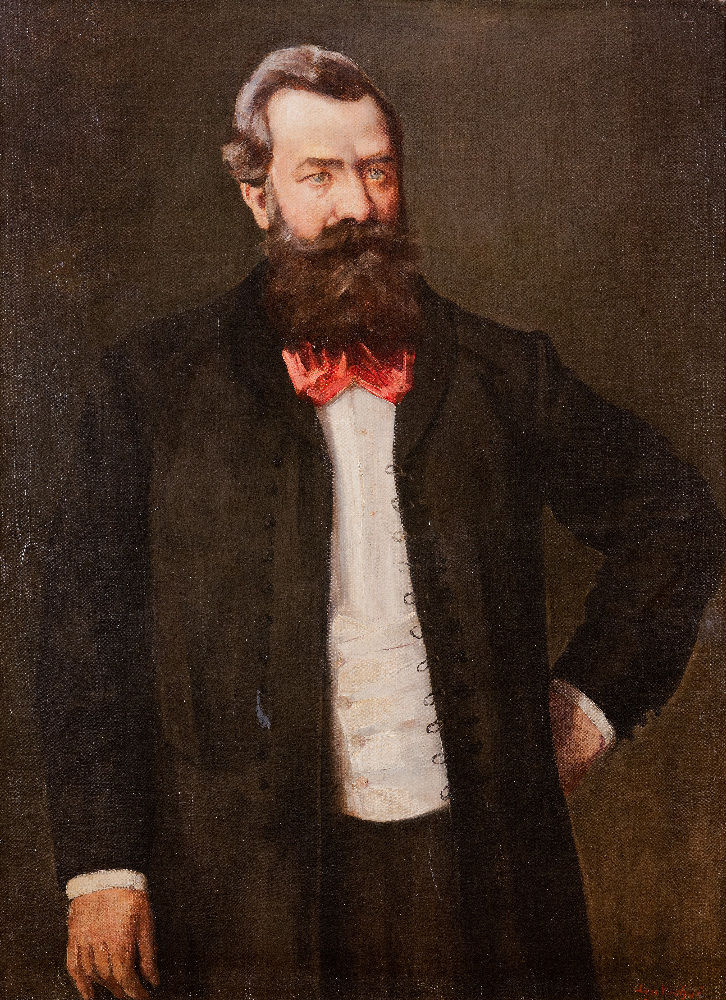
Jan Vochoč Jan Richter II. starosta Žižkova (okolo 1902)
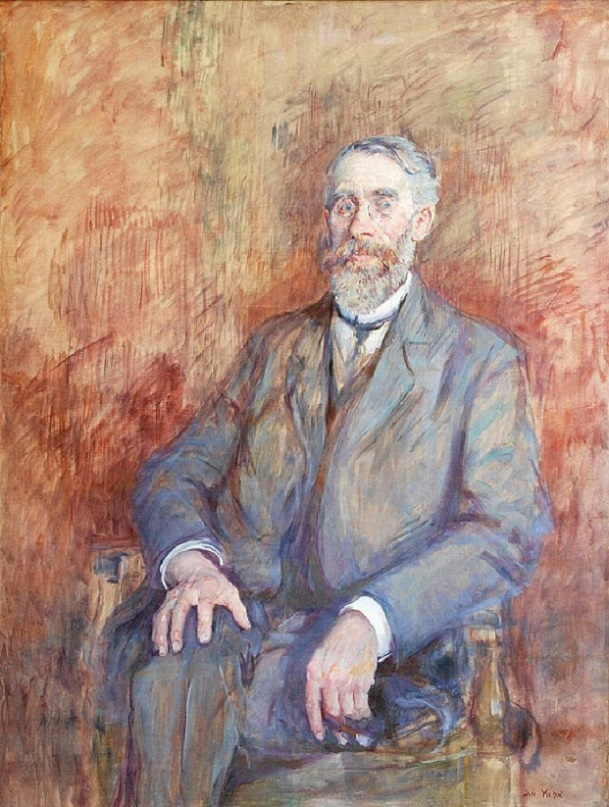
Jan Vochoč Ladislav Čelakovský (před r. 1907)
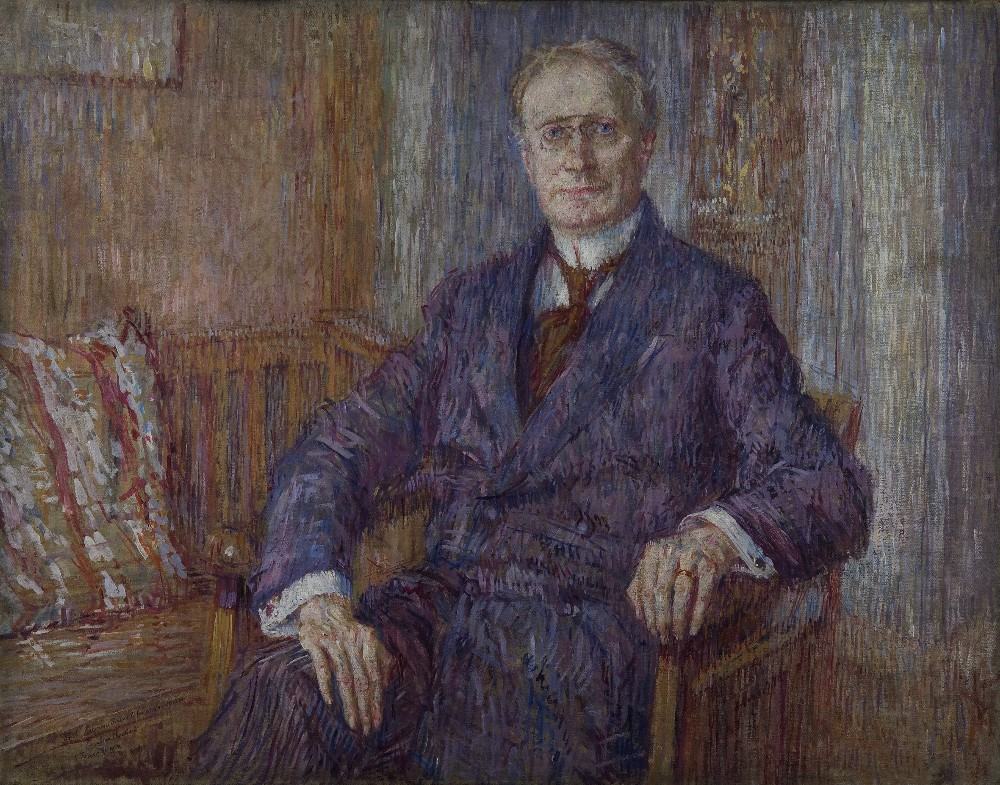
Jan Vochoč Antonín Sova (1914)
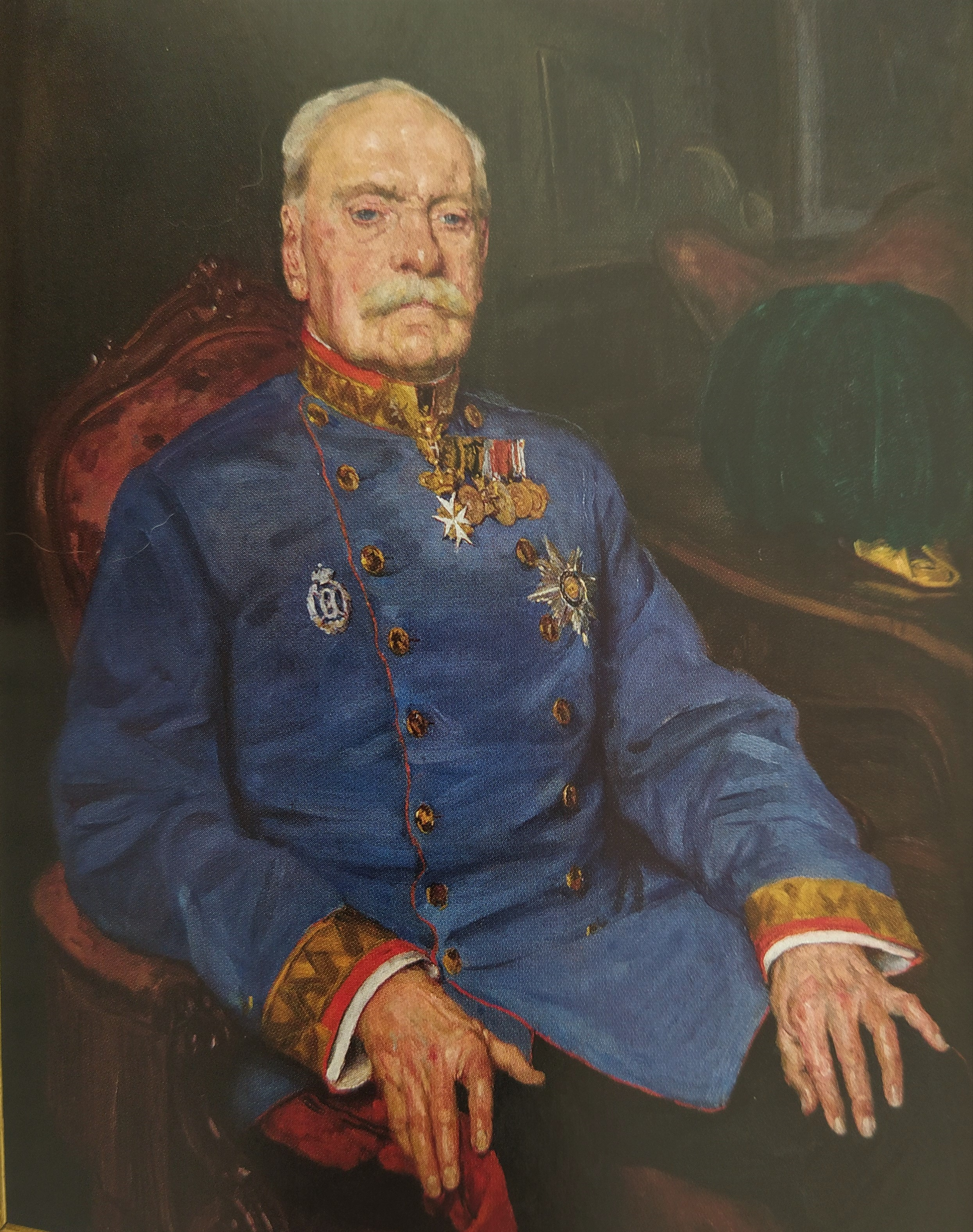
Jan Vochoč Arnošt Chotek (1919)
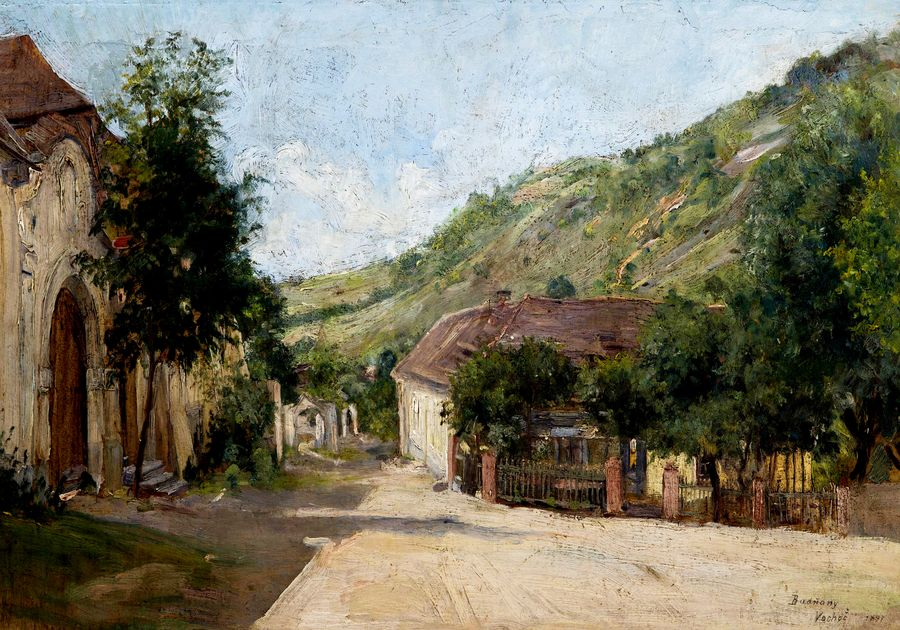
Jan Vochoč Budňany (1897)
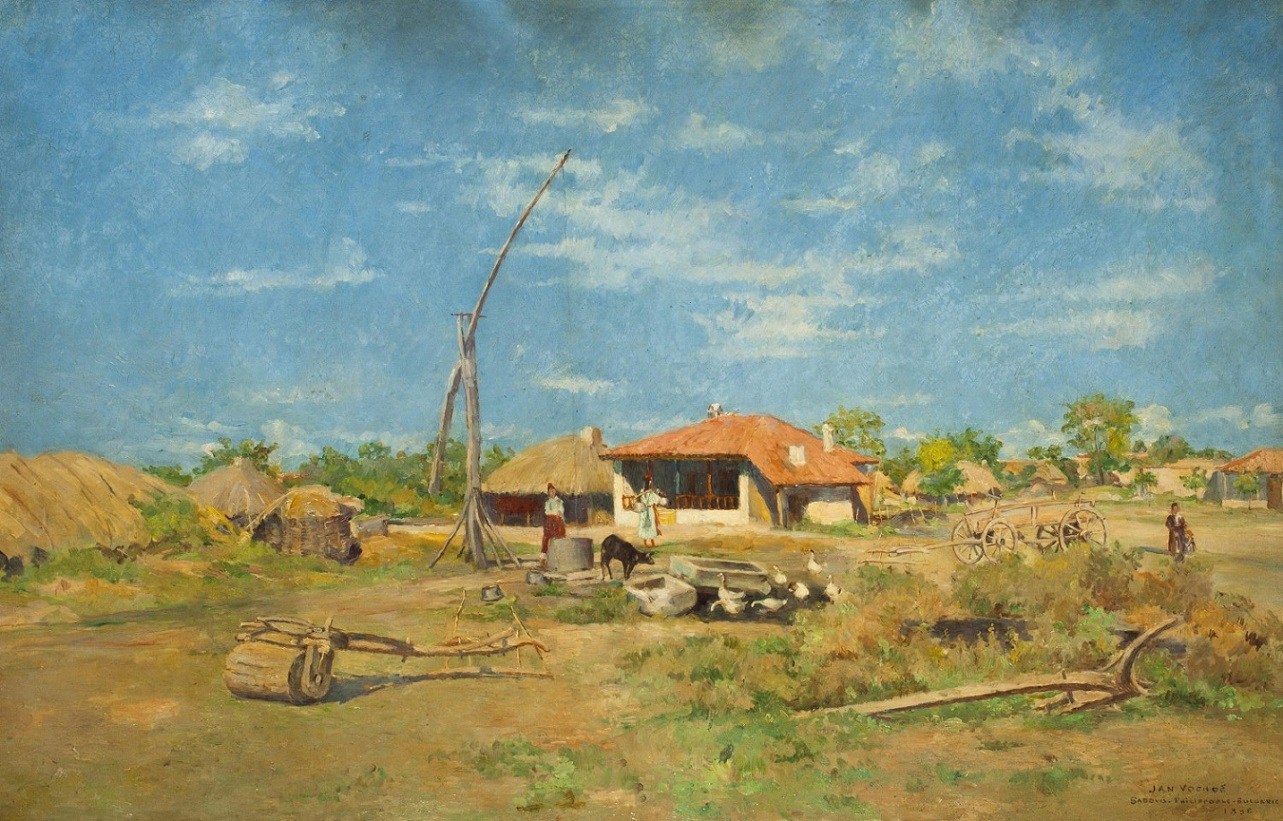
Jan Vochoč Sadovo v Bulharsku (1898)
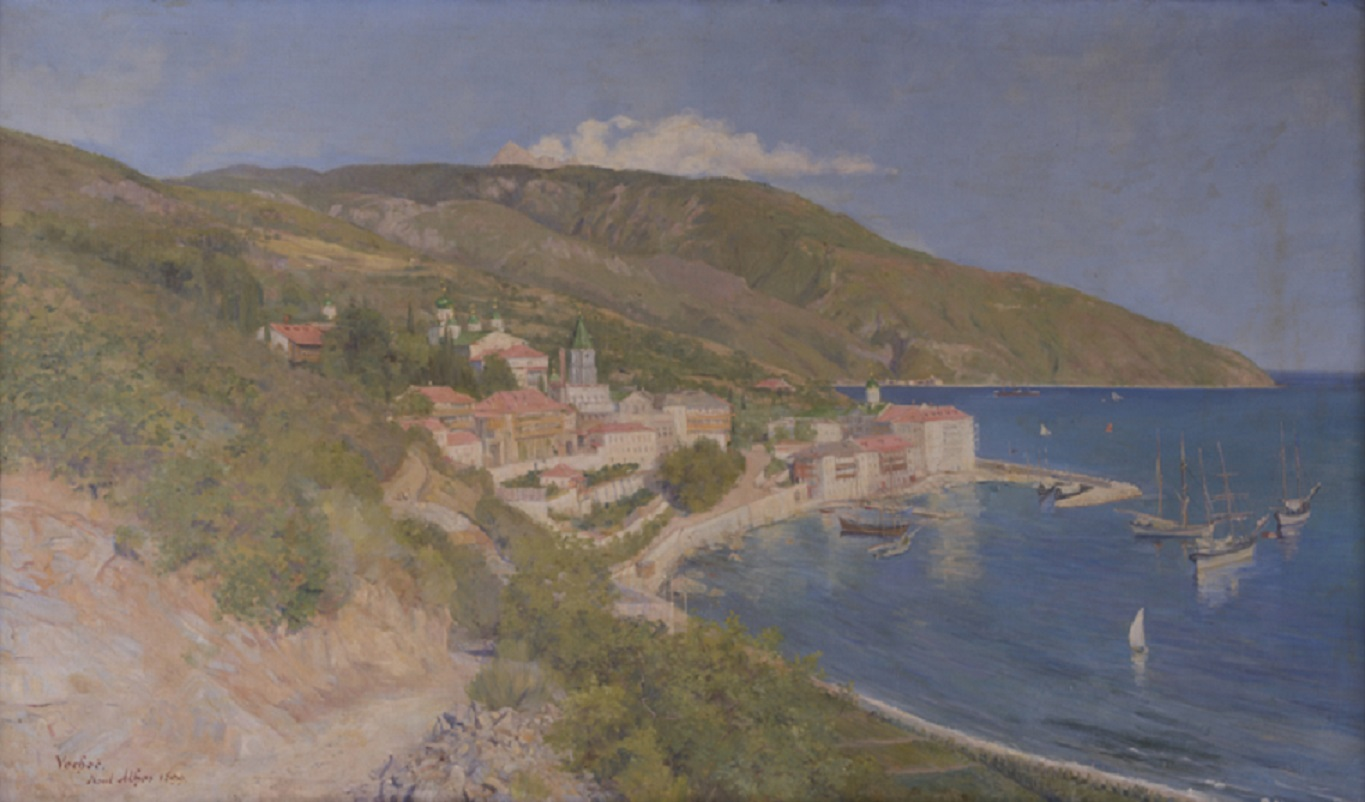
Jan Vochoč Pod horou Athos
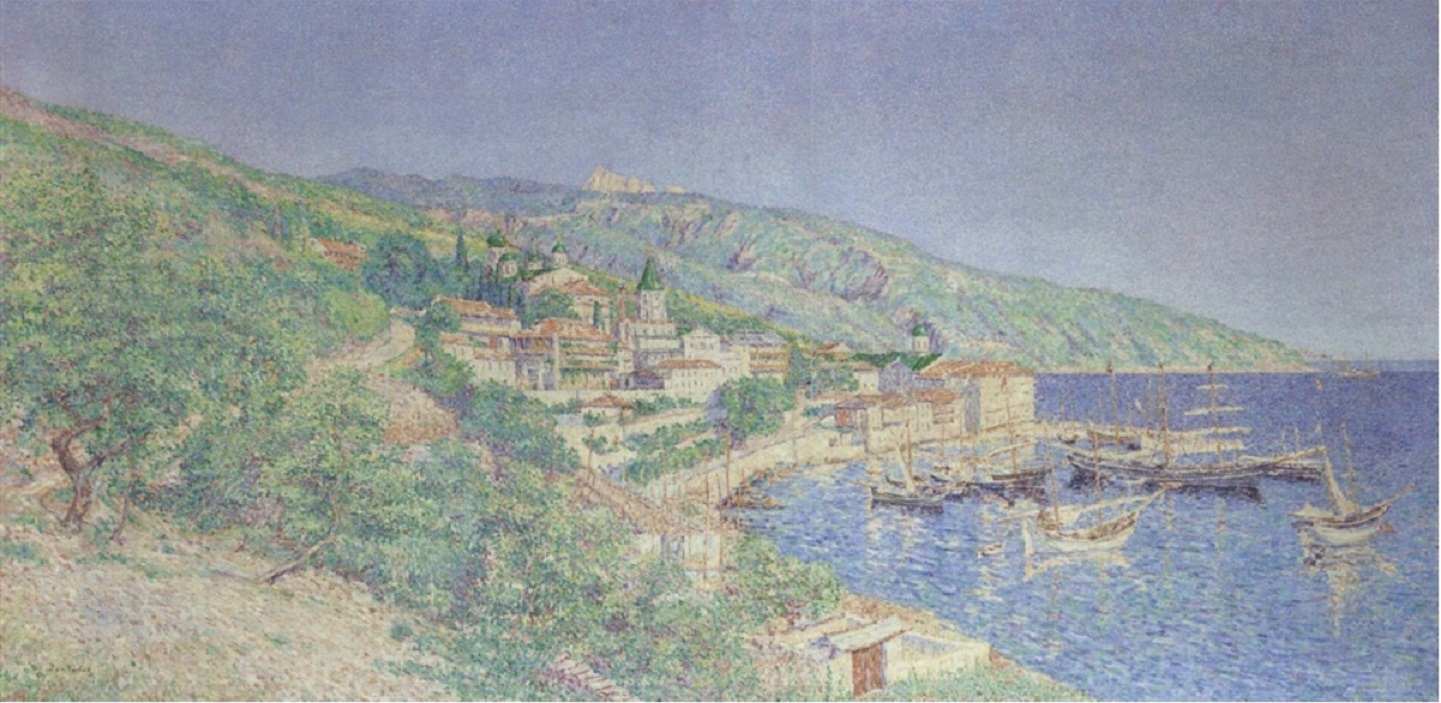
Jan Vochoč Pod horou Athos 2
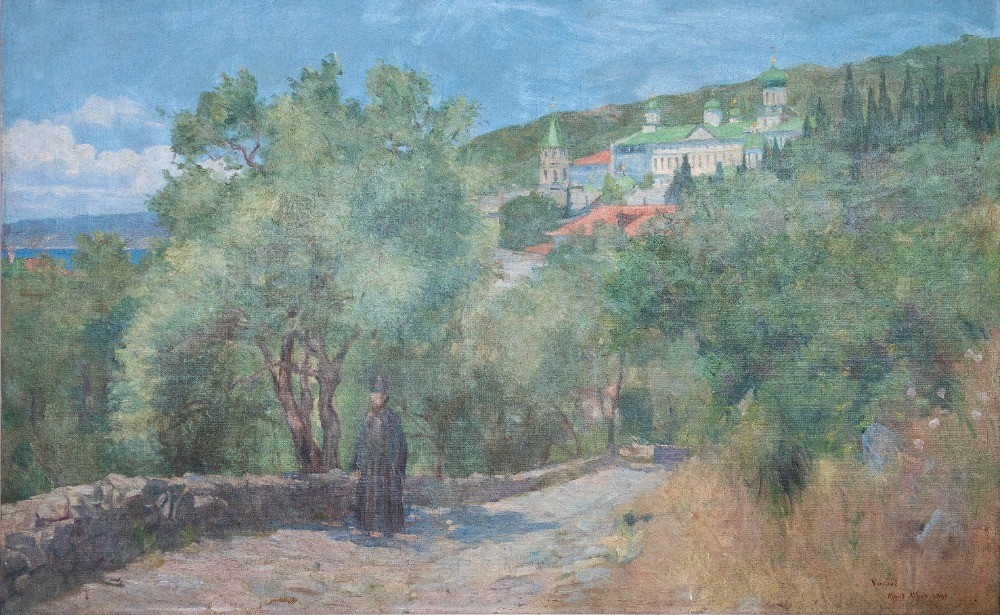
Jan Vochoč Poutník na hoře Athos
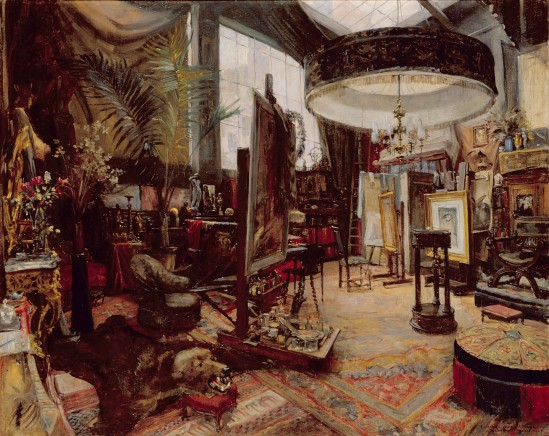
Jan Vochoč Muchův ateliér (1903)
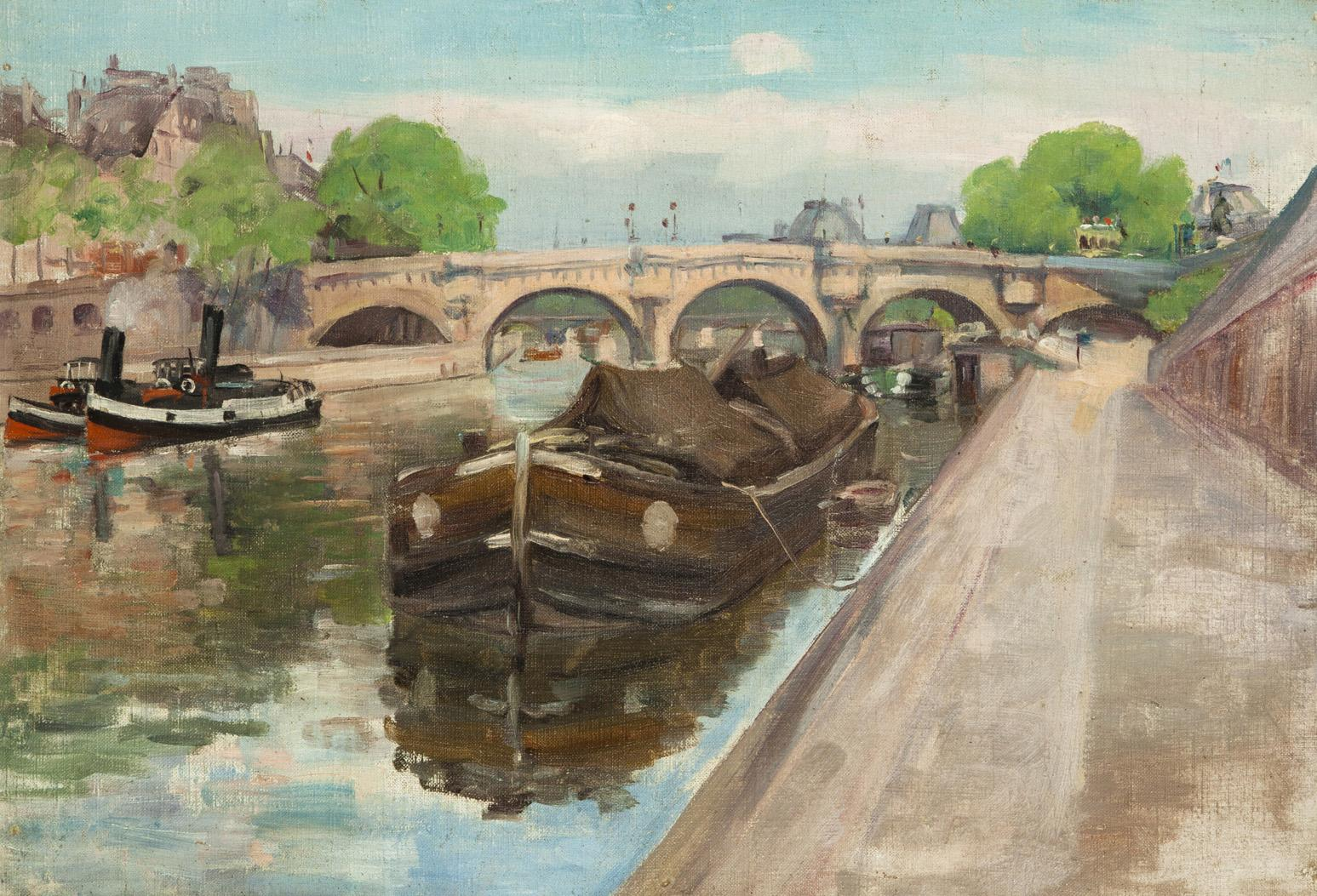
Jan Vochoč Pont Neuf Paris (1902)
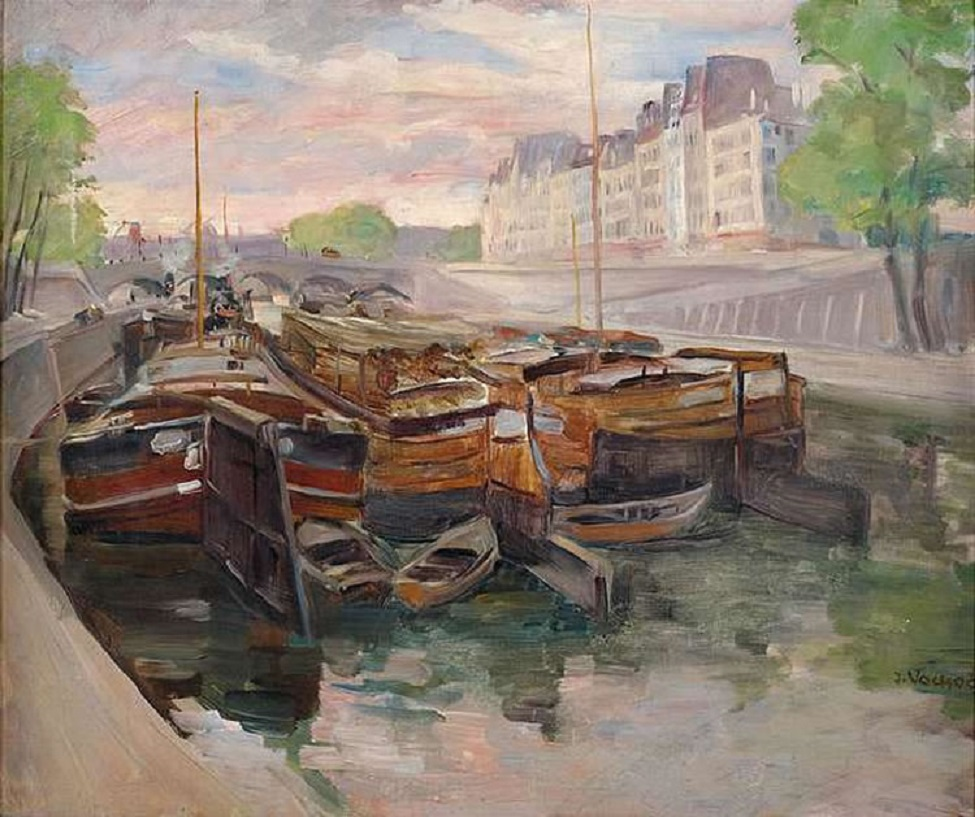
Jan Vochoč Bárky v Paříži
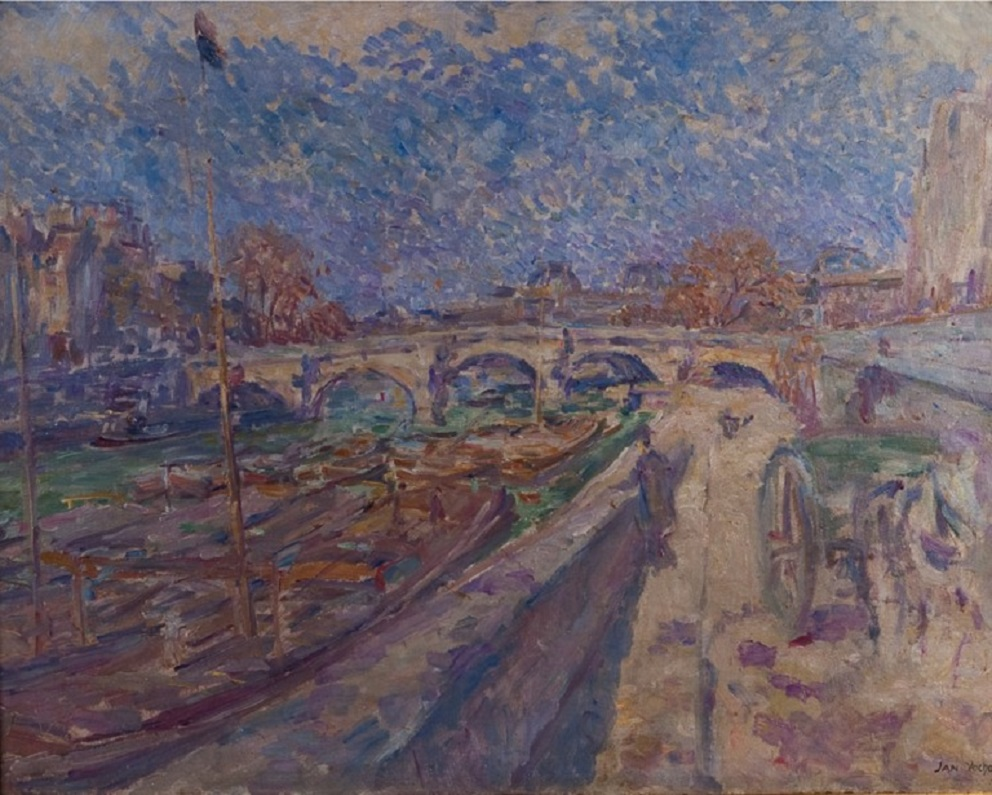
Jan Vochoč Seina v Paříži
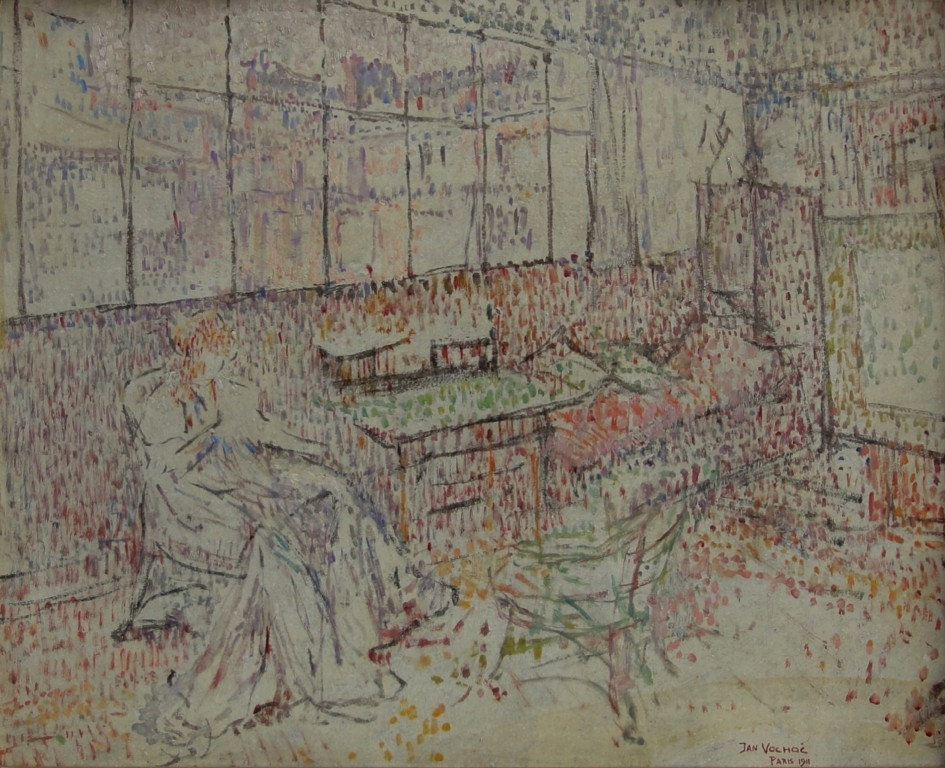
Jan Vochoč Žena v pohovce (Paris 1911)
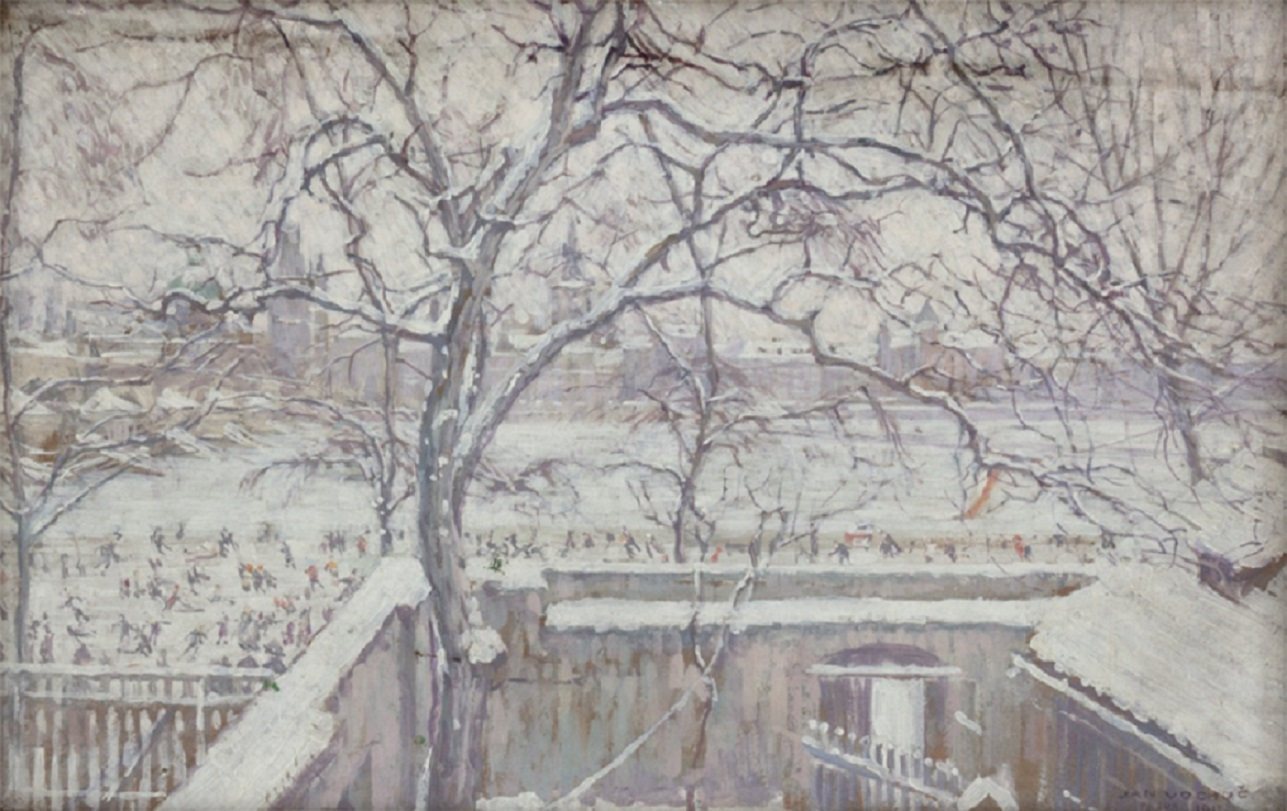
Jan Vochoč Zimní Praha (1911)
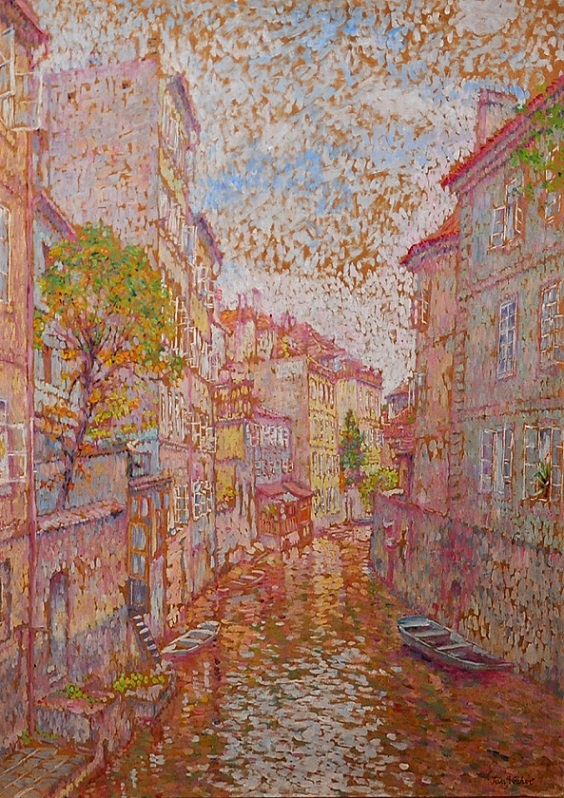
Jan Vochoč Čertovka (studie, 1913)
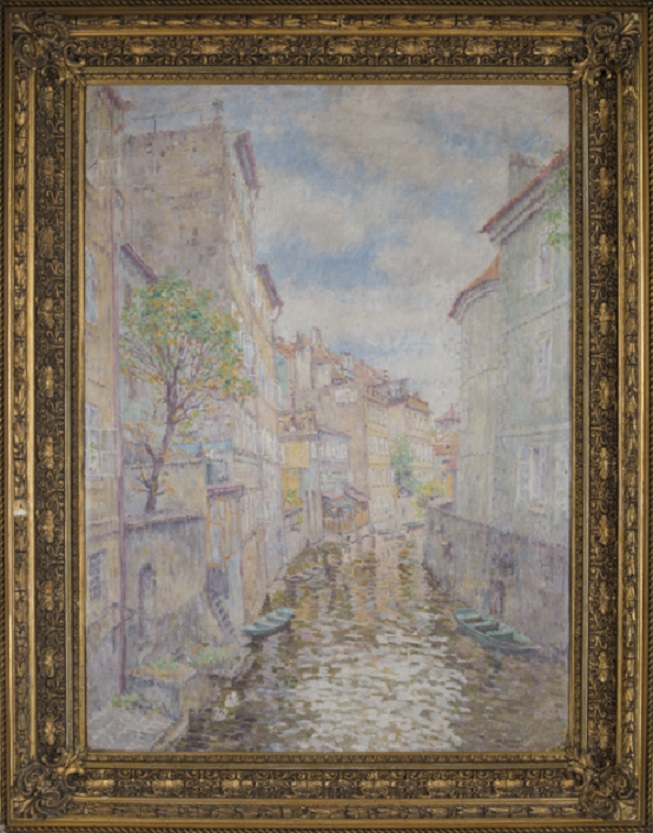
Jan Vochoč Čertovka
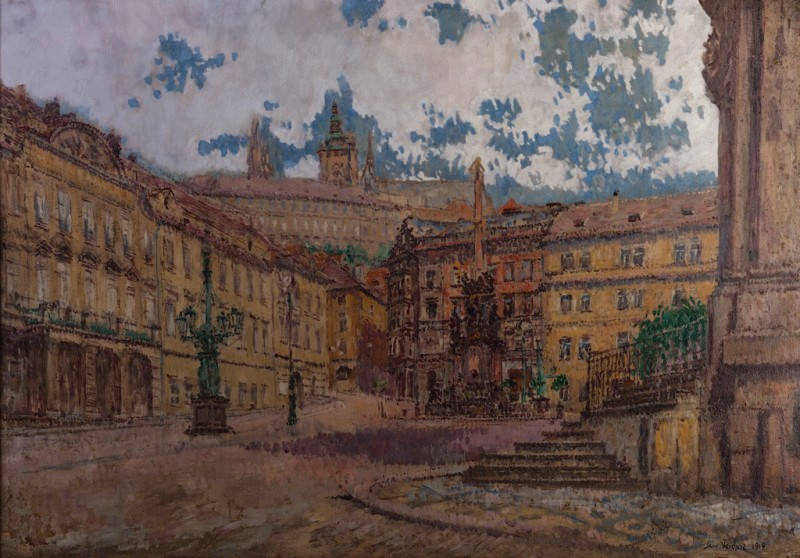
Jan Vochoč Malostranské náměstí (1919)
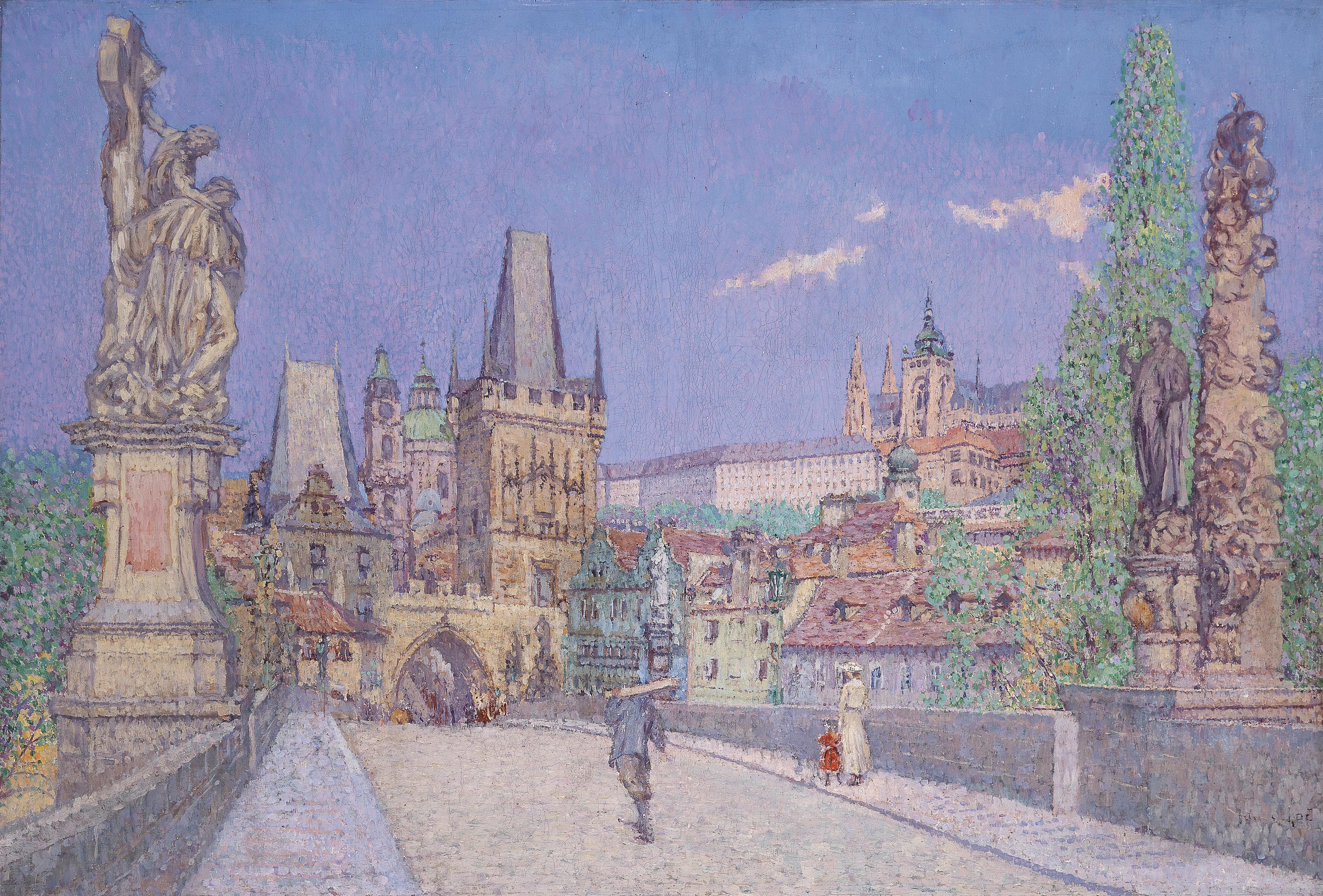
Jan Vochoč Karlův most